# Zündkerze

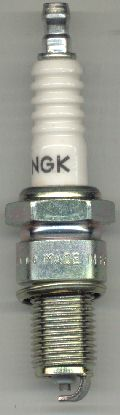
Zündkerze (NGK BP6ES)

Eine Zündkerze erzeugt in Ottomotoren und beim Anlassen von Gasturbinen und Strahltriebwerken die für die Zündung des Kraftstoff-Luft-Gemisches nötigen Zündfunken zwischen ihren Elektroden. Bei Feuerungsanlagen werden funktional ähnliche Zündelektroden eingesetzt.

## Geschichte

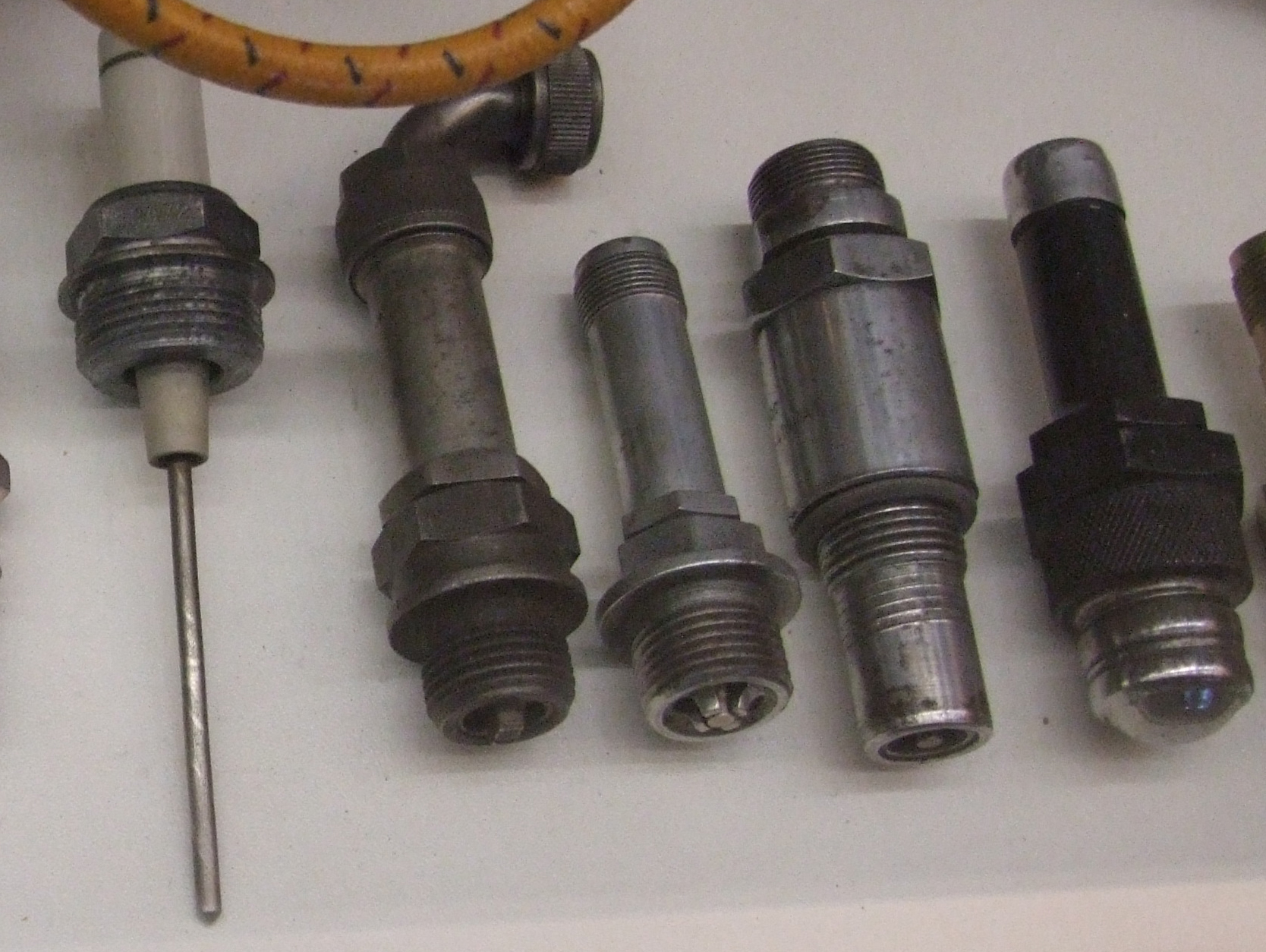
Historische Zündkerzen, Museum Autovision, Altlußheim

Die Entwicklung der Zündkerze ist eng mit der Magnetzündung verbunden. Auf dem Weg von der Glührohrzündung über das Zeitalter der Niederspannungs-Magnetzündung (1886–1902) mit einer Nennspannung von 400 bis 500 Volt bis zur Hochspannungs-Magnetzündung (1902 bis heute) unterlag die Zündkerze stetiger Entwicklung, u. a. vom Glimmer- zum Keramikisolator. 1878/79 entwickelte Carl Benz einen verdichtungslosen Zweitaktmotor und später einen leichten Viertaktmotor. Benz entwickelte hierzu die Riemenverschiebung als Kupplung, den Vergaser, einen Wasserkühler und eine Zündkerze. Paul Winand erhielt 1887 das Deutsche Reichspatent 45161 auf die Wicklung der Armatur bei Zünd-Apparaten und am 24. Oktober 1893 ein US-Patent auf eine elektrische Zündvorrichtung (inkl. Zündkerze), die auf dem Prinzip der Hochspannungs-Magnetzündung ruhte. 1895 verwendete Ludwig Rüb an seinem Motorrad erstmals eine Hochspannungs-Magnetzündung.
1901 entwickelte Gottlob Honold in Robert Boschs Werkstätte für Feinmechanik und Elektrotechnik in Stuttgart die Hochspannungs-Magnetzündung weiter, und verhalf der Zündung, die für den Bau von schnelllaufenden Benzinmotoren entscheidend war, zum wirtschaftlichen Durchbruch.
Zu den wichtigen Weiterentwicklungen der Zündkerze zählt der gerippte Isolatorkörper, wie er 1969 von Bosch eingeführt wurde. Durch die Rippung des Isolators kann 30 % mehr Zündspannung übertragen werden, ohne dass der Zündfunke außen am Isolator überschlägt.

## Grundlagen

Schematische Darstellung der Zündanlage bei einem Kraftfahrzeug

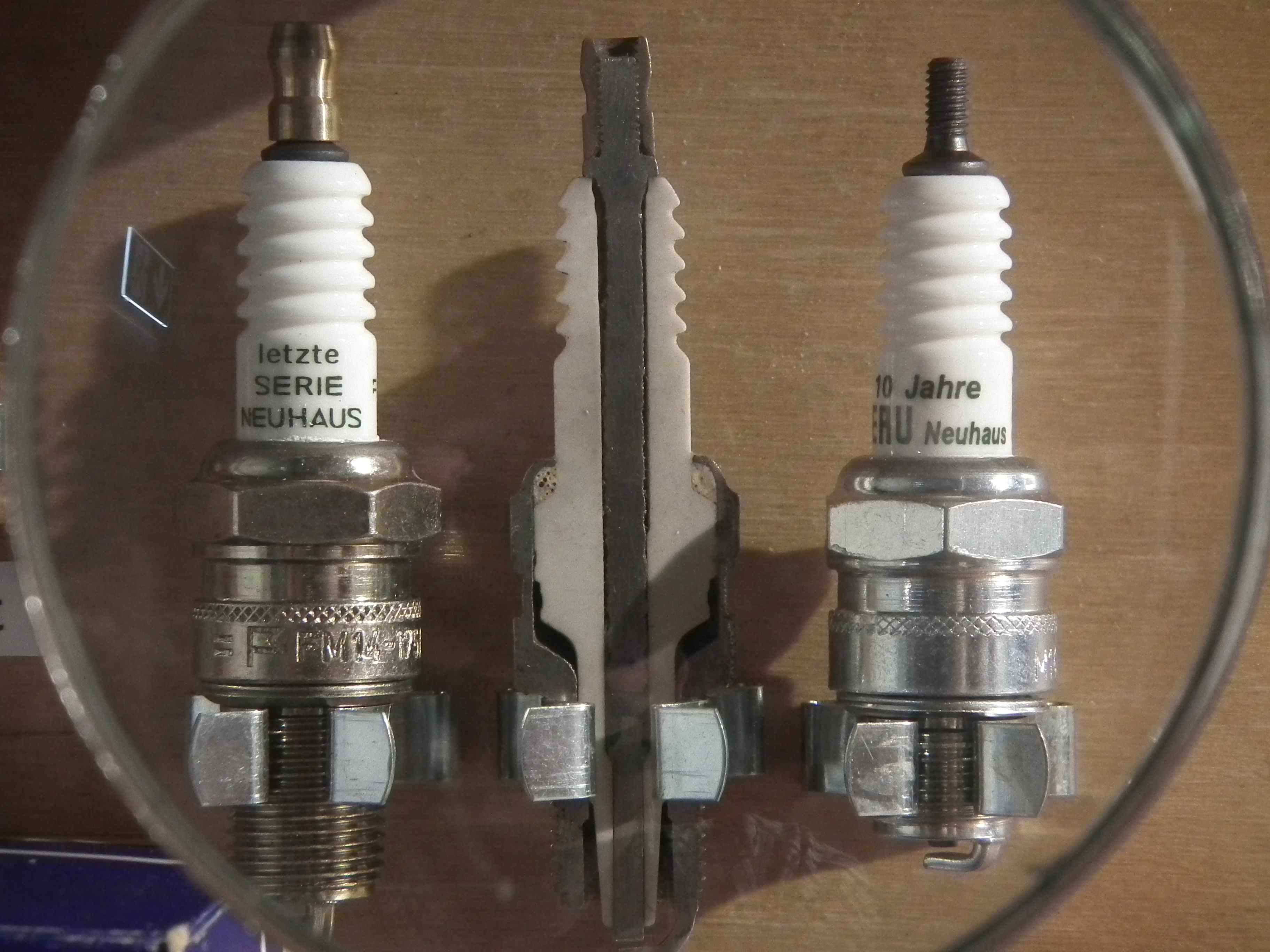
Schnitt durch eine Zündkerze (Zündkerzen aus Neuhaus)

Die von Zündspule und Zündunterbrecher (Zündkontakt – heute als elektronische Zündanlage) erzeugte Zündspannung wird über die Zündkerzenkabel an die Zündkerzen übertragen. Dort springt der durch die Zündspannung erzeugte Zündfunke zwischen einer keramisch isolierten Mittelelektrode und einer am Befestigungsgewinde fixierten Masseelektrode über und startet damit den Verbrennungsvorgang.
Seit ca. 1989 sind einige Automobilhersteller dazu übergegangen, die Zündspannung mittels Elektronik direkt an den Kerzen zu erzeugen (sog. „Einzelfunken-Zündspulen“). Das erhöht zwar einerseits die Systemkosten, weil eine eigene in den Zündkerzenstecker integrierte Elektronik für jede Kerze erforderlich ist. Andererseits müssen dadurch keine Hochspannungskabel mehr im Motorraum verlegt werden, was die Konstruktion des Motors erheblich vereinfacht (keine Gefahr durch Überschläge mehr, erheblich weniger elektromagnetische Störstrahlung, verbesserte Ausfallsicherheit).
Die Zündkerze sollte möglichst schnell ihre Selbstreinigungstemperatur zwischen 360 und 850 °C erreichen. Die Selbstreinigung verhindert durch Abbrennen von Verbrennungsrückständen einen Kurzschluss beziehungsweise eine Verkürzung der Funkenstrecke zwischen den Elektroden. Der die Mittelelektrode umgebende Isolatorfuß bestimmt durch seine Länge den Wärmewert einer Zündkerze.
Elektronisch gesteuerte Zündkerzen unterliegen heute keinem nennenswerten Verschleiß mehr.

### Feuerungsanlagen
Bei Öl- und Gasbrennern von Feuerungsanlagen werden mit Zündkerzen technisch verwandte, jedoch mechanisch oft anders aufgebaute, Zündelektroden eingesetzt. Neben der Entzündung des Brennstoff-Luft-Gemisches dienen sie oft auch zur Messung des Ionisationsstromes für die Zündsicherung.

## Neue Technologien
In letzter Zeit werden zunehmend auch Gleitfunkenzündkerzen resp. Luftgleitfunkenzündkerzen eingesetzt. Diese haben mehrere einzelne Masseelektroden (in der Regel 2 oder 4) oder eine 360°-Elektrode und eine längerlebige Mittelelektrode (durch Materialwahl und Form). Im Unterschied zu einer herkömmlichen Zündkerze gleitet der Zündfunke über ein Isolatormaterial – bei der Luftgleitfunkenkerze überspringt der Zündfunke zusätzlich noch einen kleinen Luftspalt – immer zu der Masseelektrode, die den geringsten Abstand zur Mittelelektrode hat. Bedingt durch den Isolator wird die Funkenstrecke erheblich größer als bei normalen Kerzen. Ein längerer Funke resp. eine größere Funkenoberfläche sowie die im Gegensatz zu einer herkömmlichen Zündkerze offenliegende Funkenstrecke beeinflussen den Zündvorgang erheblich und können die Verbrennung verbessern.
In stationären Gasmotoren und Sportmotoren, die mit sehr mageren Gemischen betrieben werden, wird die Entflammung durch sogenannte Vorkammerzündkerzen intensiviert.
Derzeit werden auch Versuche durchgeführt, das Benzin-Luft-Gemisch durch einen Laserstrahl zu zünden. Das muss durch eine Quarzglasscheibe erfolgen. Allerdings verursacht die laufende Verschmutzung des Glases Probleme.

## Gewinde- und Sitzform
Es gibt nur Einheitsgrößen von Zündkerzen. Diese werden je nach Bauart und Größe des Motors eingesetzt. Die Zündkerzen unterscheiden sich in Länge, Schlüsselweite, Durchmesser und Steigung des Zündkerzengewindes:
| Gewinde     | Schlüsselweite | Verwendung                                                                                   |
| ----------- | -------------- | -------------------------------------------------------------------------------------------- |
| M 8 × 1     | SW 13          | verbaut in kleinen 4-Takt-Rollern; z. B. Honda NPS 50 Zoomer                                 |
| M 10 × 1    | SW 16          | verbaut in älteren Mopeds; z. B. Honda CY/CB/XR/XL 50                                        |
| M 12 × 1,25 | SW 18          | meist bei Motorrädern; in jüngster Zeit zunehmend auch bei Autos                             |
| M 14 × 1,25 | SW 20,8        | meist bei älteren Automotoren                                                                |
| M 14 × 1,25 | SW 16          | bei den meisten Automotoren                                                                  |
| M 16 × 1,25 | SW 16          |                                                                                              |
| M 18 × 1,5  | SW 20,8        |                                                                                              |
| M 18 × 1,5  | SW 25,4        | selten bei Automotoren, oft bei alten Zweitaktmotoren; Standard bei Flugzeugmotoren vor 1930 |

Neben unterschiedlichen Gewinden gibt es auch verschiedene Sitzformen. Die klassische Ausführung weist einen flachen Sitz mit Dichtring auf. Neben dieser Form kommen aber auch Kerzen mit Kegelsitz zum Einsatz, welche keinen Dichtring benötigen.

## Ausführung
Manche Zündkerzen enthalten einen eingebauten Entstörwiderstand von ca. 5 kΩ. Man erkennt diese Typen meist an dem Buchstaben R (z. B. bei Bosch und NGK) in der Typenbezeichnung.
Diese Zündkerzenvariante kann ohne Weiteres auch in Verbindung mit Kerzensteckern mit integriertem Widerstand (entstörten Kerzensteckern) eingesetzt werden. Eine Schwächung des Zündfunkens durch die Reihenschaltung der Widerstände ist nicht zu befürchten, da nur ein kleiner Strom fließt. NGK schreibt dazu: Der Einsatz von NGK-Zündkerzensteckern mit Entstörwiderständen bietet in Verbindung mit entstörten NGK-Zündkerzen eine optimale Unterdrückung von Störfrequenzen in allen Frequenzbereichen ohne dabei das Laufverhalten des Motors negativ zu beeinflussen.
Der Zündkerzenstecker wird auf die Kerze aufgesteckt und stellt so den Kontakt zur Mittelelektrode her. Dabei gibt es Stecker, die anstelle des Anschlussbolzens (Gewinde M 4) eine SAE-Anschlussmutter auf der Kerze benötigen. Diese Mutter kann bei nahezu allen Zündkerzen mit einer Zange abgeschraubt werden, wenn sie nicht benötigt wird. Bei neuen Zündkerzen wird die Mutter meist separat in die Verpackung gelegt, so dass sie im Bedarfsfall erst aufgeschraubt werden muss.

## Wärmewertbereich und Wärmewert
Der Wärmewertbereich einer Zündkerze beschreibt den Umfang unterschiedlicher Motor-Belastungszustände, innerhalb derer Kerzen-Temperaturen zwischen 450 und 850 °C eingehalten werden. Dies gilt unabhängig vom Wärmewert der Zündkerze, und es wird grundsätzlich ein möglichst großer Wärmewerbereich angestrebt.  
Unterhalb von etwa 450 °C Zündkerzentemperatur wird die Selbstreinigungstemperatur nicht erreicht und die Kerze verrußt. Andererseits darf die Kerze jedoch die Temperatur von ca. 900 °C nicht überschreiten. Andernfalls entzündet sich das Kraftstoff-Luftgemisch nicht mehr elektrisch gesteuert durch den Zündfunken, sondern es wird bereits vorher ungesteuert entflammt (Glühzündung). Diese Selbstentzündung tritt oft an der heißen Isolatorspitze der Zündkerze oder an ihren Elektroden ein. Sie bewirkt eine zusätzliche Erhitzung des Motors, was zu einer lawinenartigen Häufung von Glühzündungen führen kann. Die hohen Temperaturen und Druckspitzen, die dabei auftreten, führen zunächst zu einem Klopfen des Motors und mitunter zu Kolbenklemmern. Im fortgeschrittenen Stadium können der Kolbenboden oder das Auslassventil durchbrennen und weitere schwere mechanische Schäden auftreten.
Idealerweise erreicht eine Zündkerze ihre Selbstreinigungstemperatur bereits im Leerlauf des Motors, und heizt sich auch bei voll belastetem Motor nicht über 850 °C auf. Diesem Ideal können Zündkerzen jedoch kaum nahekommen, schon gar nicht verallgemeinert bei allen Motortypen. Deshalb werden passend für den Charakter des jeweiligen Motors Zündkerzen mit unterschiedlichen thermischen Eigenschaften hergestellt. Eine „kalte“ Zündkerze führt möglichst viel Wärme über den Isolator und die Elektrode ab. Dabei ist der Keramikisolator kürzer als bei einer vergleichsweise „heißen“ Zündkerze, was zu einer niedrigeren Wärmeaufnahme und einer stärkeren Wärmeabfuhr über das Kerzengewinde führt. Verbundelektroden verbessern die Wärmeabfuhr weiterhin, beispielsweise durch eine Nickel-Elektrode mit einem gut wärmeleitenden Kupferkern. Eine „kalte“ Zündkerze gehört daher tendenziell zu einem leistungsstarken Motor mit hohem Wärmeeintrag in das Material der Zündkerze. Eine „heiße“ Zündkerze stellt das Erreichen der Freibrenntemperatur zuverlässig sicher und findet sich in niedrig belasteten Motoren. Ein längerer Isolatorfuß sorgt für die Wärmeaufnahme in die Kerze bei geringerer Wärmeabfuhr über das Kerzengewinde.
Der Wärmewert der Zündkerze ist ein Maß für die thermische Belastbarkeit der Zündkerze. In den 1920er Jahren hatte sich in Mitteleuropa aufgrund von Arbeiten bei Bosch die Wärmewert-Reihe 145, 175, 225, 240, 260 verbreitet. Diese Zahlen bezogen sich ursprünglich auf die Ausfallzeit in Sekunden in einem Wärmewertprüfmotor, wobei die Kerze umso kälter war, je größer die Zahl. Allerdings konnte man sich auf kein standardisiertes Verfahren der Messung einigen. So kommt es, dass die Kennzahlen der Wärmewerte von Hersteller zu Hersteller bis heute verschieden sind und völlig unterschiedliche Bezeichnungen verwendet werden. Eine herstellerunabhängige Einschätzung des Wärmewertes ist somit unmöglich. Bosch, Champion (Federal-Mogul) und zum Teil auch BERU verwenden heutzutage hohe Kennzahlen für „heiße“ Zündkerzen, NGK und Denso hingegen niedrige. Um überhaupt eine Zuordnung der passenden Zündkerze zum jeweiligen Motor zu ermöglichen, geben die Hersteller in Tabellen bzw. auf ihren Webseiten die jeweils geeigneten Kerzentypen für die gängigen Motoren an. Die Isolator-Zündkerzen (aus der ehem. DDR, heute vertrieben von BERU) tragen noch die Bezeichnungen gemäß der ursprünglichen Wärmewert-Reihe 145–260.
Veränderungen an der Verbrennung wie durch Tuning-Maßnahmen (z. B. Verdichtung erhöhen) oder alternative Kraftstoffe (z. B. Autogas) verändern auch die Verbrennungstemperatur und damit den erforderlichen Wärmewert der Zündkerze. Manche Hersteller stellen auch diese Informationen zur Verfügung. Störungen wie Nebenluft oder ein verstellter Zündzeitpunkt können die Temperatur der Zündkerze ebenfalls stark beeinflussen und zu entsprechenden Problemen führen.

## Ausführung der Masseelektroden

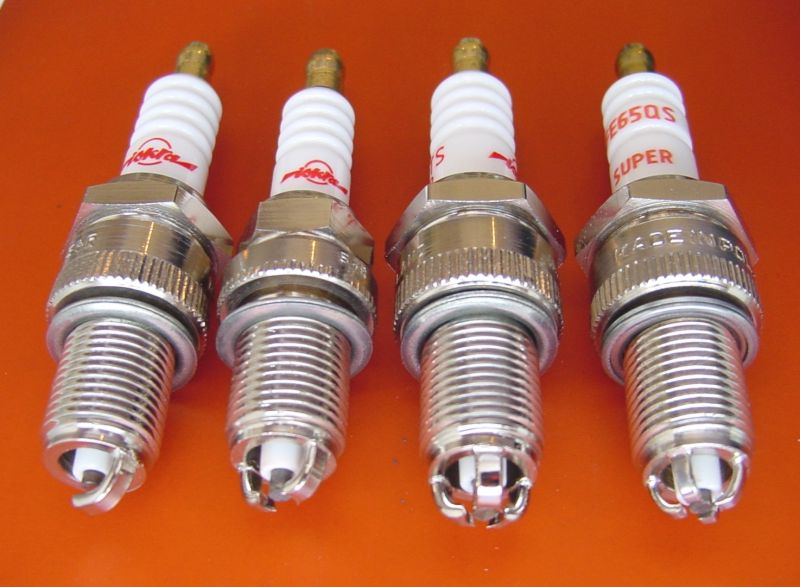
1, 2, 3 und 4 Masseelektroden

Es gibt zahlreiche Hersteller von Zündkerzen, die nicht nur Ausführungen mit zwei Masseelektroden liefern. Heute sind auch Bauformen mit drei, vier oder gar fünf Elektroden gängig. Eine Spezialausführung sind Kerzen mit einer gespaltenen Elektrode, die unter dem Markennamen „Splitfire“ angeboten werden.
Nicht der Kerzenhersteller bestimmt, welche Ausführung in den jeweiligen Motoren eingesetzt werden soll, sondern der Motorenhersteller; die Gestaltung der Elektrodenform bzw. -ausführung und der Funkenlage (Maß vom Ende des Kerzengewindes bis zu der Elektrodenspitze) wird bei der Entwicklung des Motors festgelegt. Bei modernen Ottomotoren hat die Form erheblichen Einfluss auf das Laufverhalten, den Kraftstoffverbrauch und die Emissionen. Eigenmächtig geänderte Zündkerzen können sich äußerst ungünstig auf den Motor auswirken. Im besten Fall bewirken sie schlechteres Startverhalten, unruhigen Lauf, Aufleuchten der Motorkontrollleuchte (MIL) – aber auch schwere Motorschäden können die Folge einer falschen Kerzenwahl sein, insbesondere bei direkteinspritzenden Motoren, bei denen eine präzise Zündung besonders wichtig ist.

## Elektrodenabstand

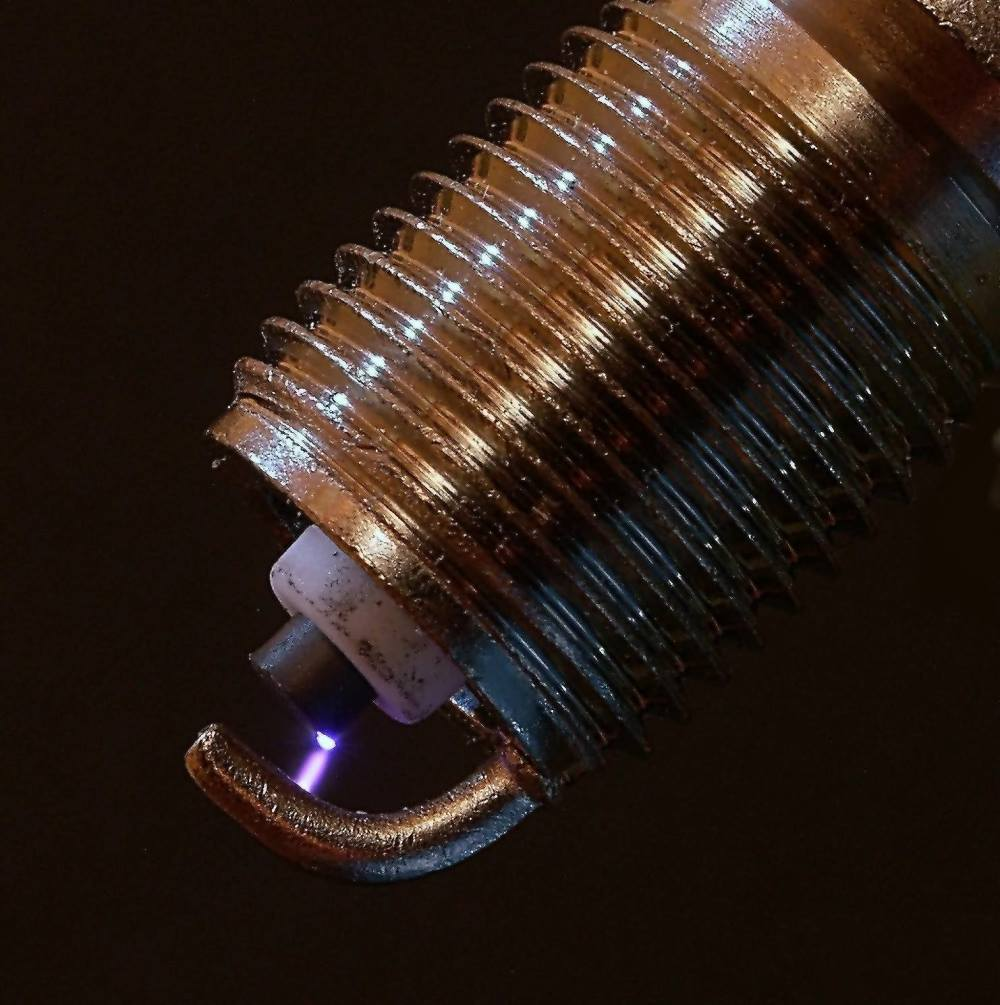
Zündfunke zwischen den Elektroden einer Zündkerze

Moderne Transistorzündanlagen liefern wesentlich höhere Spannungen als die älteren Unterbrecherzündungen. Das erlaubt längere Funkenstrecken und somit auch größere Elektrodenabstände. Da ein größerer Elektrodenabstand im Vergleich zu einem kleineren durch den längeren Zündfunken eine größere Angriffsfläche für das Gasgemisch im Brennraum liefert, ist eine wesentlich effizientere Verbrennung möglich. Heute sind Elektrodenabstände von 1 mm bis 2 mm keine Seltenheit mehr, bei durch Unterbrecher gesteuerten Zündanlagen waren Werte von 0,7 mm oder 0,8 mm üblich.
Da die Mittelelektrode mit zunehmendem Verschleiß einen immer größeren Abstand zur Masseelektrode bekommt, kann der Elektrodenabstand einer noch nicht zu stark verschlissenen Zündkerze durch leichtes Verbiegen der Masseelektrode korrigiert werden. Das empfiehlt sich besonders bei einzylindrigen, einfachen Motoren (Mofa, Moped oder Mokick sowie Bootsmotoren etc.). Um den richtigen Abstand zu treffen, sollte man unbedingt mit einer Fühlerlehre (Messblech) prüfen oder eine (keilförmige) Zündkerzenlehre verwenden.

## Elektrodenmaterial
Bei Standard-Zündkerzen kommen Nickel oder temperaturbeständige Eisen-Nickel-Chrom-Legierungen als Elektrodenwerkstoff zum Einsatz – zur besseren Wärmeableitung mit Kupferkern. Bei höheren Beanspruchungen wird auch Platin, Silber, Iridium oder eine Nickel-Yttrium-Legierung verwendet, die zusätzlich auf die Grundelektrode aufgebracht werden. Das ermöglicht deutlich längere Standzeiten (längere Wechselintervalle). Während bei PKW-Motoren um 1980 noch Wechselintervalle von 10.000 bis 15.000 km üblich waren, halten moderne Kerzen (etwa seit 2010) bis zu 100.000 km lang. Bei extremem thermischen Stress hat sich Inconel bewährt. Dieses Material wird unter anderem auch in Abgasturboladern (Turbinenrad) eingesetzt.

## Isolatorwerkstoff
Der Isolator besteht aus Aluminiumoxid. Diese Keramik ist sehr spröde und dementsprechend sorgsam muss mit einer Zündkerze umgegangen werden. Eine fallen gelassene Zündkerze – auch wenn sie optisch unversehrt scheint – sollte nicht mehr verwendet werden.
Schon kleinste Stöße können Risse hervorrufen, die sich in Funktionsstörungen äußern. Die Wärmeableitung kann beeinträchtigt werden, es entstehen Glühzündungen. Bruchstücke des Isolators im Brennraum beschädigen wesentliche Komponenten des Motors bis hin zum Motorschaden. Auch sollte vermieden werden die Zündkerze mit bloßen Händen oder dreckigen Handschuhen am Isolator anzufassen. Fettrückstände können einen Spannungsüberschlag bewirken.

## Das Zündkerzenbild
Wenn eine Zündkerze mehrere Betriebsstunden in einem Motor eingesetzt wurde, kann man an ihr durch das sogenannte „Kerzenbild“ oder „Kerzengesicht“ (das durch die Verbrennung veränderte Aussehen der im Brennraum befindlichen Zündkerzenteile) feststellen, ob der Motor korrekt arbeitet. Das ist auch heute noch uneingeschränkt möglich, wenngleich die Werkstätten mittlerweile lieber verschiedene Messgeräte einsetzen, um Fehler an Motoren festzustellen.
| Zündkerzenbild | Mögliche Ursachen und Folgen | Mögliche Abhilfe |
| -------------- | --- | --- |
|                | Zündkerze rehbraun: Der Motor arbeitet einwandfrei, die Gemischzusammensetzung ist korrekt, der Wärmewert der Zündkerze passt. | Keine Maßnahmen sind erforderlich. Die Zündkerze im Foto links sollte allerdings bald gewechselt werden. Man erkennt den Verschleiß an den abgerundeten Kanten der Mittelelektrode. |
|                | Zündkerze abgebrannt: Aggressive Kraftstoff- und Ölzusätze, Verbrennungsrückstände im Brennraum, mangelhafte Kraftstoffqualität, defekte Ventile oder Zündverteiler. Leistungsverlust gefolgt vom Totalausfall des Motors.                              | Mögliche Verursacher überprüfen, anderer Kraftstoff. |
|                | Mittelelektrode abgebrannt: Thermische Überlastung durch Glühzündung, Kerze zu heiß, Rückstände im Verbrennungsraum, zu früher Zündzeitpunkt, defekte Ventile oder Zündverteiler, schlechte Kraftstoffqualität.                                         | Kerze austauschen, Zündzeitpunkt prüfen, evtl. Kraftstoff wechseln. |
|                | Zündkerze glasiert: Zusätze in Öl und Benzin bilden ascheartige Ablagerungen. Die Ablagerungen bewirken bei höherer Last Zündaussetzer. | Motor einstellen, Markenzündkerzen verwenden. |
|                | Zündkerze mechanisch beschädigt: Bei Motorschäden können sich Metallspäne auf der Zündkerze ablagern oder sie zerstören. Oder es wurde eine zu lange Zündkerze verbaut.                                                                                 | Die Zündkerze sollte ausgetauscht werden. Bei wiederholter Beschädigung liegt ein mechanischer Defekt am Motor vor. |
|                | Zündkerze verkohlt/verrußt: Zündkerze könnte im Betrieb zu kalt sein (Wärmewert ändern), Treibstoffgemisch ist zu fett, vorwiegender Einsatz auf Kurzstrecken, Choke zu lange gezogen (Startautomatik verstellt) oder Luftfilter verschmutzt.           | Bei passendem Wärmewert der Zündkerze die Gemischzusammensetzung einstellen (Vergaser oder Einspritzung justieren, evtl. Startautomatik prüfen) |
|                | Zündkerze verkrustet: Bestandteile des Öls können Rückstände bilden, die sich auf der Zündkerze ablagern. | Eventuell Ölsorte wechseln oder Motoreinstellung überprüfen. Bei 4-Takt-Motoren: Ölüberfüllung und/oder hoher Ölverbrauch durch verschlissene Motorkomponenten, fehlerhafter Motorentlüftung. Kolbenringe, Ventilschaftdichtungen, Motorentlüftung überprüfen. Kerze ist zu erneuern, da diese Ablagerungen nicht vollständig zu entfernen sind. |
|                | Zündkerze verschlissen: Aggressive Kraftstoff- und Ölzusätze, ungünstige Strömungseinflüsse im Brennraum, Ablagerungen sowie mangelhafte Kraftstoffqualität. Die Folgen sind Zündaussetzer, besonders beim Beschleunigen und schlechtes Startverhalten. | Verursacher überprüfen, Kraftstoffsorte wechseln. |
|                | Zündkerze verölt: Zu viel Öl im Verbrennungsraum, Kolbenringe undicht, Ölstand zu hoch, Zündkerze undicht (lose, defekt) Bei Zweitaktmotoren: Zu viel Öl im Kraftstoff durch falsches Öl/Kraftstoff-Mischverhältnis                                     | Zündkerzen anziehen, Motor überholen Bei Zweitaktmotoren: Öl/Kraftstoff-Mischverhältnis überprüfen oder bei Getrenntschmierung Einstellung der Ölpumpe überprüfen |
|                | Zündkerze angeschmolzen oder weiß: Thermische Überlastung. Glühzündung durch zu heiße Kerze (Wärmewert ändern) oder das Treibstoffgemisch zu mager, Motor neigt zum Klopfen                                                                             | Bei passendem Wärmewert der Zündkerze die Gemischzusammensetzung einstellen (Vergaser oder Einspritzung justieren). Eventuell Oktanzahl des Kraftstoffs überprüfen. |
|                | Zündkerzenelektroden überbrückt: Länger anhaltender Betrieb bei kaltem Motor/geringer Last; Gemisch zu fett. Bei verbleiten Kraftstoffen kann die Zündkerze durch Bleiablagerungen überbrückt sein.                                                     | (Ruß-)Brücke mittels Holzspan entfernen, Motor warmfahren und mit größerer Last betreiben. Das Reinigen mit Drahtbürsten jedweder Art vermeiden, da Metallabrieb am Isolatorfuß wieder zu Funktionsstörungen führt. |

## Zündkerze mit integriertem Sensor

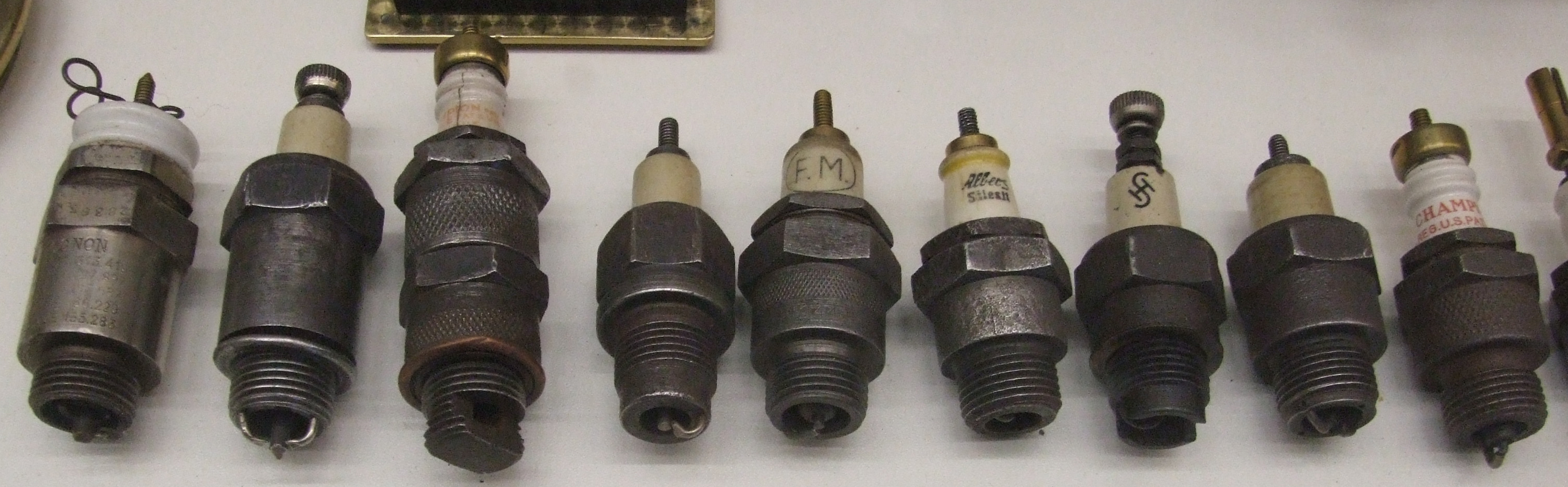
Historische Zündkerzen, Museum Autovision, Altlußheim

### Messung des Verbrennungsdruckes
Klassische Indiziertechnik erfordert die Messung des Druckes im Zylinder. Mit Hilfe der Druckmessung schließt man auf die Verbrennungsvorgänge und weiter auf den Wirkungsgrad des Motors. Für diese Druckmessung verwendet man piezoelektrische Drucksensoren, die normalerweise in einer zusätzlichen Montagebohrung im Zylinderkopf eingeschraubt sind. Da das eine mechanische Bearbeitung erfordert, wurde nach einer Lösung gesucht, solche Sensoren in der Zündkerze zu integrieren. Anbieter wie Bosch, AVL, Kistler oder Piezocryst bieten unterschiedliche Lösungen an und seien hier als die wichtigsten Marktwettbewerber genannt.

### Optische Indiziermesstechnik
Um optische Messtechnik in der Verbrennungsmesstechnik zu nutzen, entwickelte AVL erstmals Zündkerzen mit integrierten optischen Lichtleitern, die einen Einblick in den Brennraum ermöglichen. Verbrennungsvorgänge können somit optisch aufgezeichnet und studiert werden.

### Messung des Ionenstromes
Während der Verbrennung enthält das Gas im Brennraum aufgrund seiner hohen Temperatur einen hohen Anteil an Ionen, ist also schwach leitfähig. In der Motorenforschung werden Sensor-Zündkerzen benutzt, um über den Ionenstrom Rückschlüsse auf die Verbrennung ziehen zu können. Es existieren auch Sensor-Zündkerzen mit integriertem Druckmesser, um Informationen zum Brennverlauf zu erhalten. Die integrierte Ionenstrommessung ist aber während des Zündfunkens nicht einsetzbar.
Daihatsu setzt die Ionenstrommessung im K3-Motor ein (der im YRV, Sirion und Copen verbaut wurde), sowie in dem im Cuore L251 verbauten EJ-VE-Motor.